# Regeringsformatie België mei 1932
Na het ontslag van de regering-Renkin I op 18 mei 1932 ging de formatie van een nieuwe Belgische regering van start. De formatie duurde 7 dagen en leidde tot de vorming van de regering-Renkin II

## Verloop van de formatie

### Aanloop naar de formatie
Sinds juni 1931 was de regering-Renkin I in functie, die bestond uit de Katholieke Unie en de Liberale Partij. Onder deze regering werden in het parlement een aantal taalwetten goedgekeurd die de positie van het Nederlands in het Vlaamse landsgedeelte van België moesten verbeteren. Het wetsontwerp op het taalgebruik in het lager en middelbaar onderwijs leidde tot spanningen binnen de regering. Na de vernederlandsing van de Rijksuniversiteit van Gent werd aan de liberalen beloofd om het Franstalig lager en middelbaar onderwijs in Vlaanderen te behouden, waaraan het wetsontwerp tegemoet kwam. De commissie Onderwijs in de Kamer wees dit plan echter met een grote meerderheid af: onder impuls van de Vlaamsgezinde katholieken en de socialistische BWP-POB werd de voorkeur gegeven aan regionale eentaligheid, waarbij in Vlaanderen enkel Nederlandstalige scholen en in Wallonië enkel Franstalige scholen zouden bestaan. Niettemin wilde de regering oorspronkelijke wetsontwerp hernemen. Daarop besloten de socialisten om de tekst van de Kamercommissie in de plenaire vergadering van de Kamer te laten goedkeuren. Om geen gezichtsverlies te lijden hadden de Vlaamsgezinde katholieken, gegroepeerd in de Katholieke Vlaamsche Kamergroep, weinig andere keuze dan eveneens in te stemmen met dit voorstel en een wisselmeerderheid te vormen met de socialisten, zelfs als dit de val van de regering zou betekenen. Renkin wilde vermijden dat het zover zou komen en bood daarom op 18 mei 1932 het ontslag van de regering aan bij koning Albert I. De koning aanvaardde het ontslag en belastte de regering-Renkin I met het afhandelen van de lopende zaken.

### Formateur Jules Renkin (19 mei - 24 mei 1932)

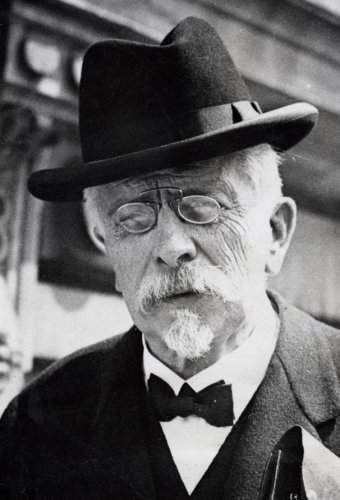
Jules Renkin.

Dezelfde dag nog vatte de koning raadplegingen aan om een nieuwe regering op de been te brengen en ontving hij achtereenvolgens Kamervoorzitter Jules Poncelet, Albert Devèze, voorzitter van de Liberale Partij, gewezen eerste minister Prosper Poullet (Katholieke Unie), voorzitter van de katholieke Kamerfractie, Frans Van Cauwelaert, voorzitter van de Katholieke Vlaamsche Kamergroep, en Senaatsvoorzitter Charles Magnette. De volgende dag ontving hij nog voormalig Kamervoorzitter Emile Brunet (POB), waarna hij ontslagnemend premier Jules Renkin benoemde tot formateur.
Nog voor hij formeel tot formateur was benoemd, was Renkin begonnen met onderhandelingen om een oplossing te vinden voor de spanningen over de taalwetten in het lager en middelbaar onderwijs. In verband hiermee consulteerde Renkin Prosper Poullet, het Vlaamsgezinde katholieke Kamerlid Gustaaf Sap, minister van Kunsten en Wetenschappen Robert Petitjean (Liberale Partij), Frans Van Cauwelaert, Paul Segers, de voorzitter van de Federatie van Katholieke Kringen en Conservatieve Verenigingen, de conservatieve afdeling van de Katholieke Unie, Albert Devèze, voormalig minister van Kunsten en Wetenschappen Camille Huysmans (BWP), de liberale minister van Landsverdediging Léon Dens en de liberale senator Octave Dierckx. Op 20 mei stemden de liberale parlementaire fracties in met het compromisvoorstel over de onderwijskwestie dat Renkin een dag eerder had voorgelegd aan de liberale voorzitter Albert Devèze, dat gebaseerd was op de beslissing van de Kamercommissie Onderwijs. Omdat Renkin wilde dat ook de socialisten dit voorstel zouden aanvaarden, ontving hij dezelfde dag nog de socialistische Kamerleden Désiré Bouchery en Jules Mathieu om hen hiervan op de hoogte te brengen.
Ondertussen ging de formateur tevens van start met de onderhandelingen over de samenstelling van de regering, die opnieuw uit de katholieken en de liberalen zou bestaan. Met betrekking tot deze onderhandelingen raadpleegde Renkin op 20 mei Louis Franck, de gouverneur van de Nationale Bank, Paul Segers, gewezen premier Henri Jaspar (katholiek), minister van Buitenlandse Zaken Paul Hymans (liberaal) en Gustaaf Sap, gevolgd door een delegatie van christendemocratische katholieken bestaande uit senator Cyrille Van Overbergh, Kamerleden Hendrik Marck en Fernand Mathieu, voormalig minister Paul Tschoffen, Henri Pauwels, voorzitter van vakbond ACV, en Paul-Willem Segers, algemeen secretaris van arbeidersbeweging ACW. De volgende dag ontving Renkin opnieuw Paul Hymans, Gustaaf Sap en Paul Tschoffen en consulteerde hij daarnaast ook minister van Kunsten en Wetenschappen Robert Petitjean, minister van Nijverheid en Arbeid Hendrik Heyman (katholiek), minister van Koloniën Paul Crokaert (katholiek) en de katholieke landbouwspecialist Georges Limage om het landbouwbeleid van de nieuwe regering te bespreken. Na deze besprekingen bracht Renkin de Vlaamsgezinde katholieken Frans Van Cauwelaert en Gustaaf Sap, voormalig premier Prosper Poullet en de liberale boegbeelden Albert Devèze, Paul Hymans en Robert Petitjean bijeen om de laatste details van de ontworpen taalregeling in het onderwijs vast te leggen en een akkoord te sluiten over de andere luiken in het regeerprogramma, zoals het financieel-economisch en sociaal beleid, en de samenstelling van de regering. Op 23 mei werd op een bijeenkomst van de parlementaire fracties van de Katholieke Unie de regeling rond de taalkwestie in het onderwijs en het regeerakkoord goedgekeurd. Enkele uren later werden de namen van de twaalf ministers van de regering-Renkin II bekendgemaakt. De samenstelling van de regering-Renkin II was grotendeels dezelfde als die van de vorige regering, maar drie ministers werden vervangen. Minister van Landsverdediging Léon Dens (liberaal) werd opgevolgd door minister van Koloniën Paul Crokaert (katholiek), die op zijn beurt werd opgevolgd door oud-minister Paul Tschoffen (katholiek). Minister van Verkeerswezen Philip Van Isacker en minister van Openbare Werken Jules Van Caenegem (beiden katholieken) werden vervangen door respectievelijk oud-minister Pierre Forthomme (liberaal) en Kamerlid Gustaaf Sap (katholiek). De nieuwe ministers in de regering legden de volgende dag de eed af in handen van de koning.
Op 25 mei werd in het parlement de regeerverklaring voorgelezen. In de Kamer gebeurde dat door premier Renkin in het Frans en door minister Emile van Dievoet (katholiek) in het Nederlands, in de Senaat namen ministers Paul Hymans (liberaal) en Hendrik Heyman (katholiek) deze taak voor hun rekening, de eerste in het Frans en de laatste in het Nederlands. Naast de onderwijskwestie bestond het regeerakkoord uit volgende speerpunten:
- voortzetting van het financiële herstelbeleid en de deflatiepolitiek om de gevolgen van de Grote Depressie tegen te gaan.
- voortzetting van de buitenlandse politiek van vrede, internationale solidariteit en ontwapening.
- behoud van vrijhandel om de landbouw, nijverheid en de binnenlandse handel te beschermen.
- aan de sociale wetgeving werd niet geraakt en de werkgelegenheid werd opgekrikt om de werkloosheidsgraad naar beneden te krijgen.

Op 1 juni 1932 gaf de Kamer het vertrouwen aan de regering, een dag later deed de Senaat hetzelfde.
1919 · 1920 · 1921 · 1923 · 1924 · 1925 · 1926 · 1927 · 1929 · 1931 · mei 1932 · okt. 1932 · dec. 1932 · jun. 1934 · nov. 1934 · 1935 · 1936 · 1937 · 1938 ·  feb. 1939 · apr. 1939 · 1940 · 1944 · 1945 · feb-mrt 1946 · jul-aug 1946 · 1947 · 1948 · 1949 · jun 1950 · aug 1950 · 1952 · 1954 · jun. 1958 · nov. 1958 · 1961 · 1965 · 1966 · 1968 · 1971/72  · 1972/73 · 1974 · 1977 · 1978 · 1978/79 · apr.-mei 1980 · okt. 1980 · apr. 1981 · nov.-dec. 1981 · 1985 · oktober 1987 · 1987/88 · 1991/92 · 1995 · 1999 · 2003 · 2007 · 2008 · 2010/11 · 2014 · 2019/20 · 2024/25